# Torpeda Mark II
Mark II – amerykańska torpeda kalibru 533 mm skonstruowana przez E.W. Bliss Company, stanowiąca rozwinięcie torpedy Mark I.
Torpeda Mark II napędzana była sprężonym powietrzem przechowywanym w zbiorniku pod ciśnieniem 2250 psi. Zbiornik mieścił również suchy podgrzewacz powietrza, napędzającego pojedynczą turbinę wertykalną. Przy prędkości 26 węzłów torpeda zdolna była do sięgnięcia celu w odległości 3200 metrów, zaś maksymalny zasięg torpedy wynosił 4000 jardów (3657 metrów). W wersji oznaczonej jako Mod 0, ładunek wybuchowy stanowiło 94 kilogramy mokrej nitrocelulozy, w wersji zaś Mod 1 83 kg tej substancji. Torpeda kierowana była bezwładnościowo za pomocą żyroskopu Mark 5. Zamówienie na 250 sztuk zostało złożone przez amerykańską marynarkę 4 listopada 1905 roku w E.W. Bliss Company w Nowym Jorku. Torpeda powstała oryginalnie jako Bliss-Leavitt 5m x 21-inch Mark II, jednak w 1913 roku w ramach ogólnej retrospektywnej reklasyfikacji amerykańskich torped, zmieniono jej nazwę na Mark II.